# Inkviziční řízení
Inkviziční řízení je právní systém, v němž je soud nebo jeho část aktivně zapojena do vyhledávání důkazů případu, opak tohoto řízení je obžalovací řízení, v němž má soud hrát výhradně roli nestranného rozhodčího mezi stranami. Inkviziční řízení se používá ve většině zemí Latinské Ameriky.
Inkviziční systém řeší otázky trestního řízení, ne však otázky hmotného práva; tj. určuje jak v trestní věci probíhá vyšetřování a soud, ale nikoliv druhy trestných činů, které mohou být stíhány ani rozsudky, které mohou být vyneseny. Nejčastěji se užívá v občanskoprávních řízeních. Někteří právníci však tuto dichotomii nepřipouštějí – považují proceduru a typ hmotného práva za propojené a toto propojení za část právní teorie, která je v různých právních kulturách aplikována odlišně.
V některých jurisdikcích smí soudce v procesu klást otázky svědkům a účastnit se tak hledání důkazů, i když jinak jde o kontradiktorní řízení. Pravidla důkazní přípustnosti mohou také dovolit soudci jednat spíše jako vyšetřovatel než rozhodce spravedlnosti.
Mezinárodní tribunály založené k souzení zločinů proti lidskosti jako Norimberský tribunál a Mezinárodní soudní dvůr jsou příkladem užití spíše inkvizičního než kontradiktorního modelu řízení.